# Ruth Gordon
Ruth Gordon Jones (født 30. oktober 1896, død 28. august 1985) var en amerikansk skuespiller og dramatiker.
Ruth Gordon kom til New York City som en teenager og kæmpede for at få roller på Broadway, hvor hun senere blev en meget beundret skuespiller i dramaer samt komedier. Hun havde også mindre roller i stumfilm.
Fra 1940'erne optrådte hun sporadisk i film, ofte excentriske roller, og hun modtog en Oscar i 1968 for sin rolle som en nabo i filmen Rosemary's Baby. Hun var også nomineret til en Oscar for sin birolle i filmen Inside Daisy Clover (1965).
Hun var gift med filminstruktøren og manuskriptforfatteren Garson Kanin, og sammen med ham skrev hun manuskriptet til bl.a. Adams ribben, som blev filmet i 1949 med Spencer Tracy og Katharine Hepburn i hovedrollerne. For denne og yderligere to film Oscar-nomineres hun og sin mand i kategorien bedste manuskript.

## Filmografi (udvalg)

### Som skuespiller
- 1940 – Abe Lincoln in Illinois
- 1941 – Tvillingerne
- 1943 – Patrioter
- 1943 – Konvoj over Nordatlanten
- 1965 – Inside Daisy Clover
- 1966 – Lord Love a Duck
- 1968 – Rosemary's baby
- 1969 – What Ever Happened to Aunt Alice?
- 1970 –  Where's Poppa?
- 1971 – Harold og Maude
- 1976 – Atom Bussen
- 1977 – Columbo (TV-serie) (afsnittet "Try and Catch Me")
- 1978 – Bankekød til slemme drenge
- 1979 – Skum, skæg og skrammel
- 1980 – Seje bøffer og hårde bananer

### Som manuskiptforfatter
- 1947 – Jalousi
- 1949 – Adams ribben
- 1952 – Den slags, der gifter sig
- 1952 – Alle tiders sportspige
- 1953 – The Actress